# Fladenbrot

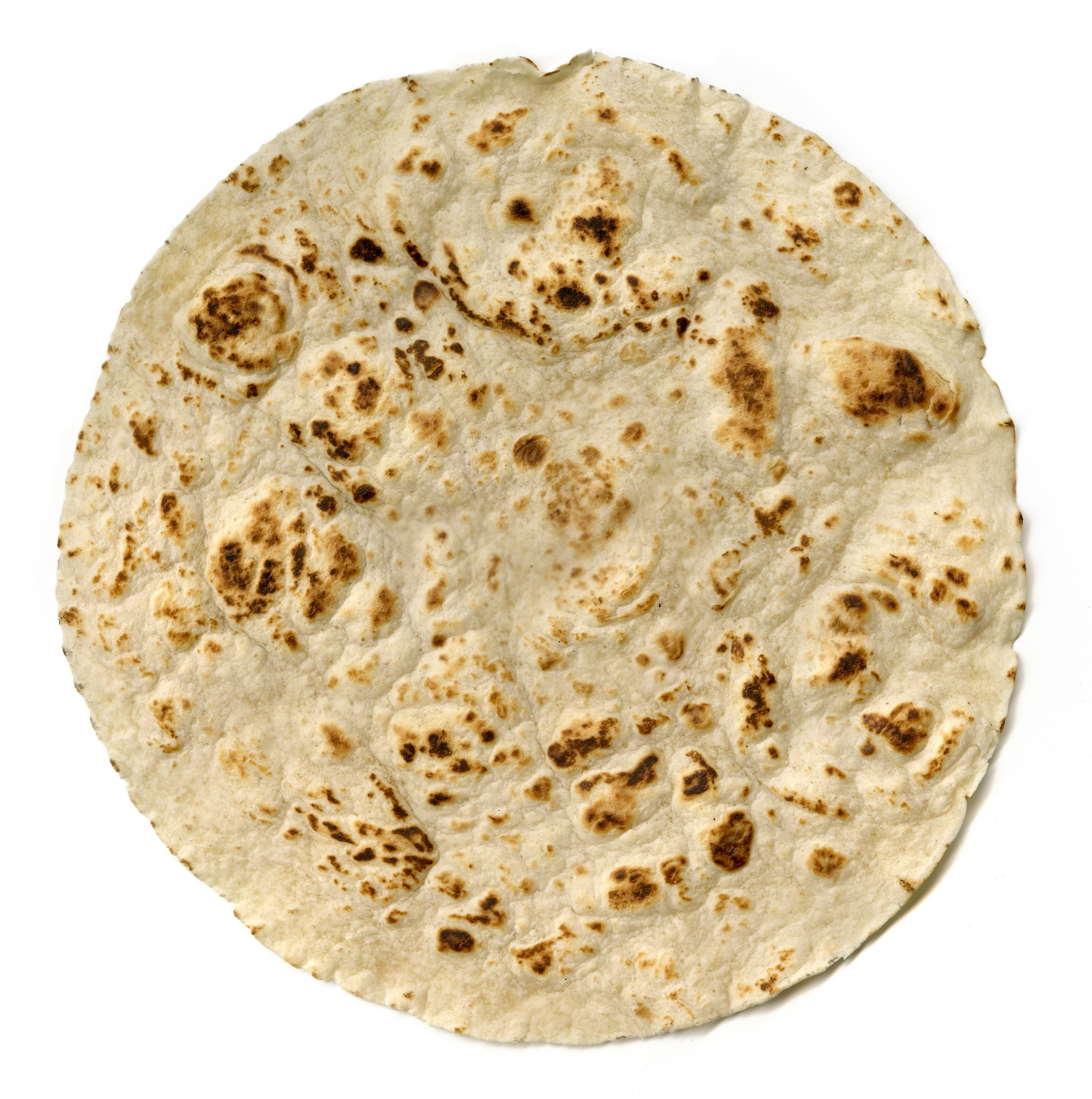
Türkisches Yufka

Fladenbrot ist ein einfaches Brot, das im Wesentlichen aus zerstoßenem oder gemahlenem Getreide und Wasser besteht und dessen Teig in der Regel ungesäuert und – mit einigen Ausnahmen – ohne Hefe bereitet wird. Da solcher Teig nur wenig aufgeht, wird er in dünnen Fladen gebacken – die fertigen Brote sind nur Millimeter bis wenige Zentimeter dick.

## Geschichte
Fladenbrot ist die früheste Entwicklungsstufe des Brotes und direkt hervorgegangen aus dem ältesten Getreiderezept, dem Brei, der seit Beginn des Ackerbaus bis heute weltweit zu den wichtigsten Gerichten zählt. Die Ägypter und Sumerer kannten Fladenbrot, also auf Stein gebackenen Getreidebrei, mindestens seit dem 5. Jahrtausend vor Christus. In Europa ist die Herstellung von Fladenbrot aus Hirse, Gerste und Weizen, teilweise vorher geröstet und grob zerquetscht, aus dem 3. Jahrtausend vor Christus belegt, z. B. aus der Cortaillod-Kultur.
Fladenbrote sind weltweit in allen ackerbauenden Kulturen bekannt und sind auch heute die am weitesten verbreitete Zubereitungsart von Brot.
In Anerkennung dieser Tatsache wurde das Backen und Teilen von Fladenbrot 2016 von der UNESCO in die Repräsentative Liste des immateriellen Kulturerbes der Menschheit aufgenommen.

## Regionale Ausprägungen

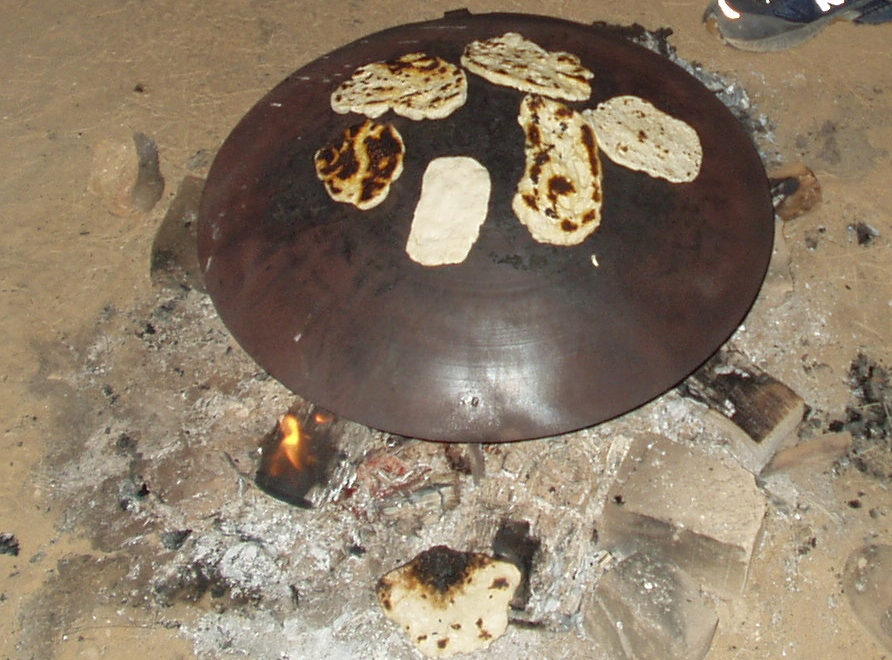
Dünne Fladenbrote über offenem Feuer auf einem Sac gebacken

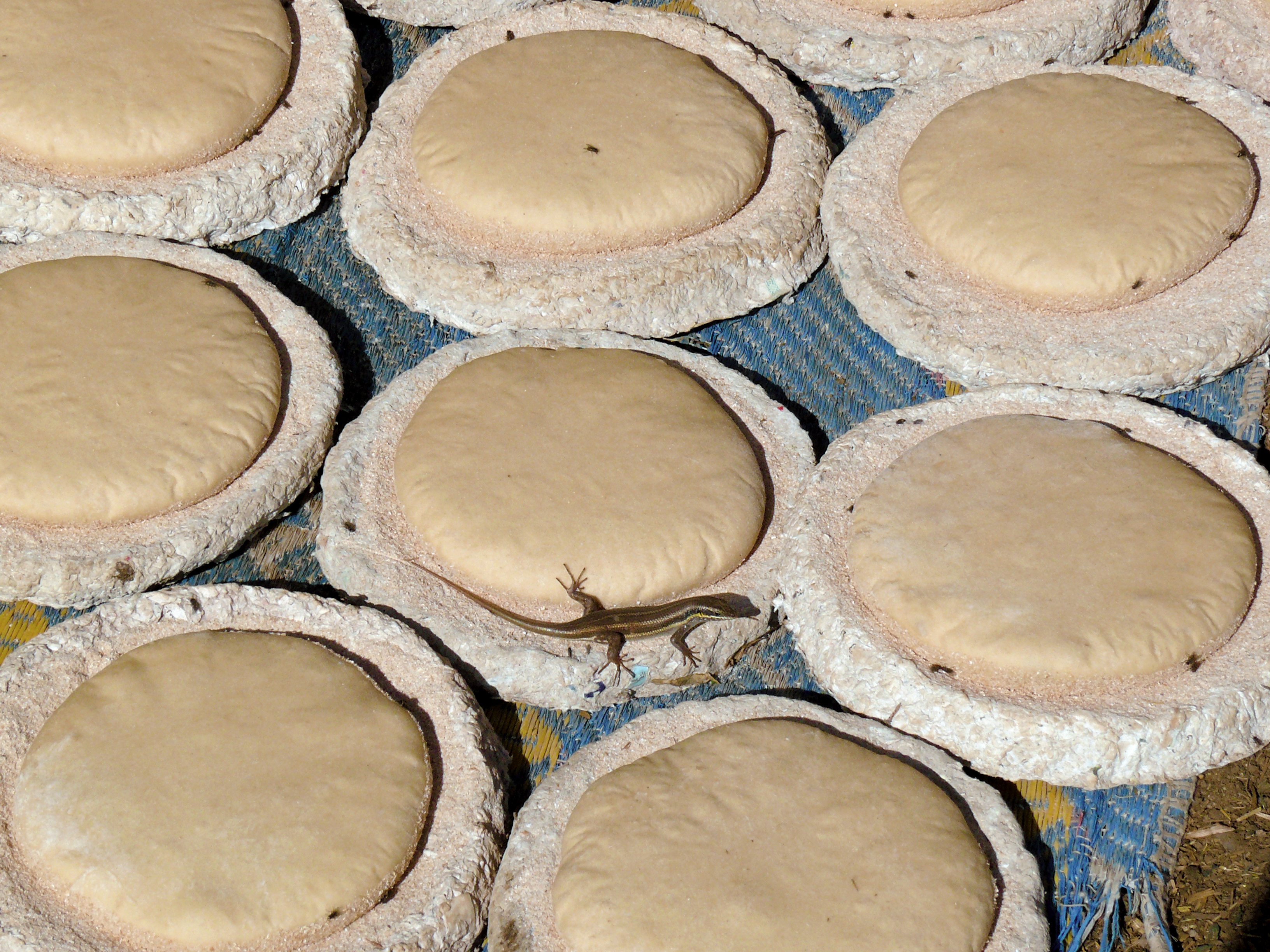
Fladen ruhen vor dem Backen in der Sonne, Oberägypten

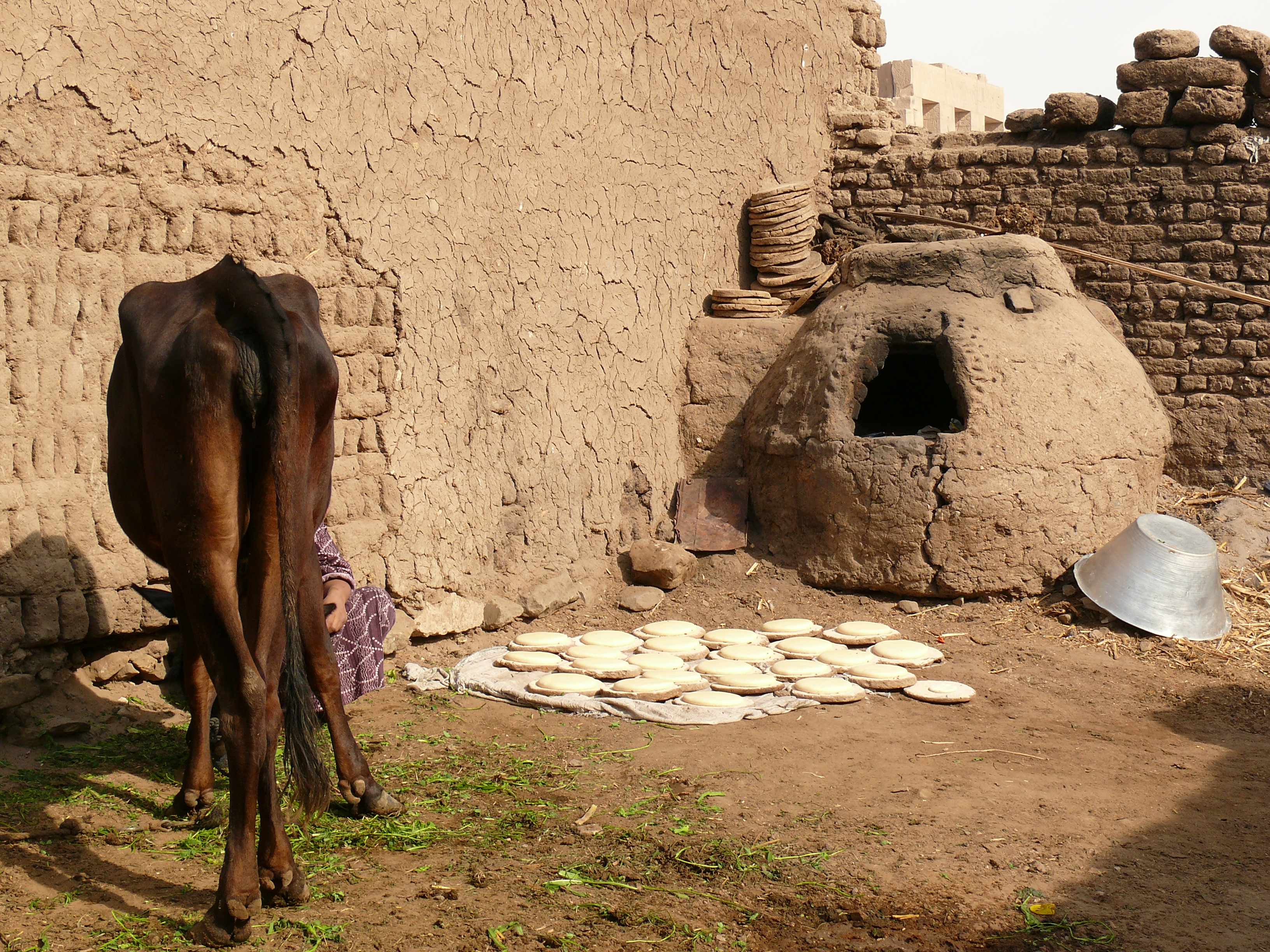
Backofen in Oberägypten

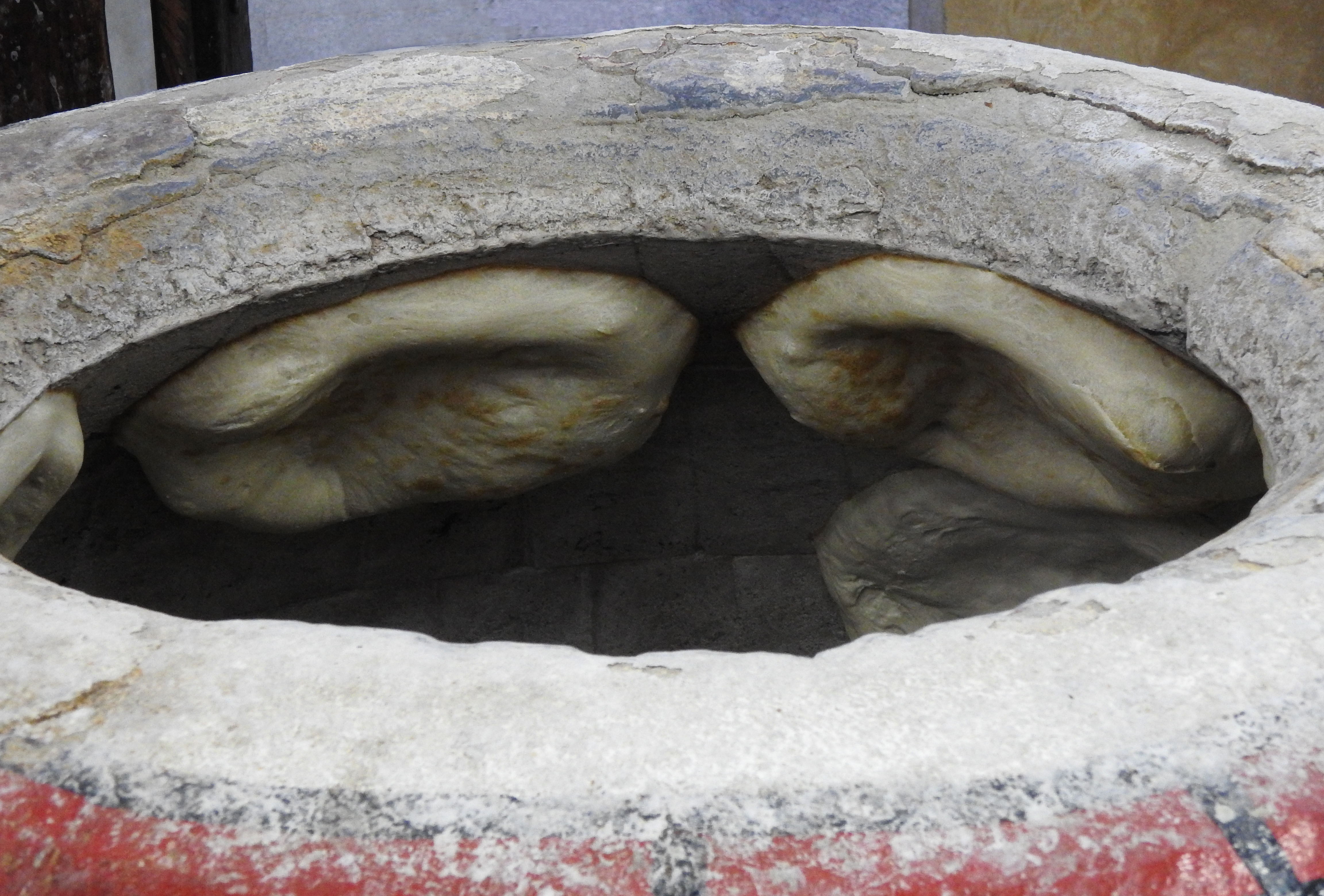
Armenisches Fladenbrot im typischen Backofen "Tonir". Wie Blasen kleben die Brote an der Innenwand des Ofens.

In Indien und Pakistan sind Fladenbrote (allgemein: Roti) in vielen Varianten bekannt, wie dem weichen und dicken Naan, dem dünnen Chapati, dem mit Butter gebackenen Paratha, Puri aus Vollkornmehl und dem meist stark und scharf gewürzten, hauchdünnen Papadam. In Malaysia findet man das Fladenbrot Roti Canai.
Arabische Fladenbrote (Chubz) sind meist sehr dünn, bestehen nur aus Ober- und Unterkruste und können daher zu einer Tasche geöffnet werden, die sich mit Fleisch und Gemüse füllen lässt. Sie enthalten gewöhnlich eine Prise Zucker, um die Hefe besser vorquellen zu lassen.
In der Türkei, im Iran, wo das Brot zum Teil noch traditionell an der Wand des Backofens auf Kieselsteinen gebacken wird, und den angrenzenden Ländern gibt es neben ähnlichen, dünnen Lawasch (auf Türkisch auch Yufka genannt) auch mehrere Zentimeter dicke Fladenbrote aus Hefeteig, in der Türkei Pide genannt. Die griechische, etwas dünnere Variante heißt Pita.
Des Weiteren gibt es ähnlich wie das türkische Yufka, sogenannte Fyllo in Griechenland (griechisch φύλλο = „Blatt“, auch „Fillo“ oder „Filo“) oder Malsouka in Nordafrika. Daraus werden Spezialitäten wie z. B. Spanakopita, Galaktoboureko (Griechenland) oder Brik genannte frittierte Teigtaschen (Nordafrika, Tunesien) gemacht.
Auch in Israel ist Pita heute die beliebteste Brotvariante. Die Matze ist ein besonderes Fladenbrot für das jüdische Pessach; daraus entwickelte sich auch die Hostie, die in westlichen Kirchen für Eucharistie/Abendmahl  benutzt wird.
In Italien entstand aus einfachem Fladenbrot wie Focaccia die Pizza und – regional auf das Gebiet der Romagna beschränkt – die Piadina. Im Alpenraum hat es sich als Schüttelbrot und Vinschgauer erhalten.
In Polen kennt man Podpłomyk, ein einfaches, ursprünglich altslawisches Fladengebäck, das auch mit Belag gebacken wird.
Aus Schweden stammen das Knäckebrot, Tunnbröd und Hönökakor. In Island kennt man zweierlei Formen des Fladenbrots: das nur in der Weihnachtszeit ursprünglich in Schafstalg frittierte laufabrauð („Blätterbrot, Laubbrot“), das sehr kross und zerbrechlich ist und mit aufwendigen Mustern verziert wird, und das flatbrauð genannte geschmeidige Pfannenbrot aus grobem Mehl, das gerne für Sandwiches benutzt wird. In Norwegen wird zwischen den weichen, pfannkuchenartigen lefser und dem dünnen, zerbrechlichen flatbrød unterschieden. Das Volk der Sámi stellt traditionell das weiche Fladenbrot „Gáhkko“ in der Strahlungshitze eines offenen Feuers her.
Aus Amerika sind vor allem die dünnen Tortillas aus Mais- oder Weizenmehl bekannt.
In Äthiopien werden Gerichte auf dem weichen Fladenbrot Injera verteilt und mit den Händen gegessen.
In Chile ist Hallulla ein rundes Weißbrot aus Weizenmehl, Backhefe, Milch, Wasser, Speisesalz und Butter.
In Armenien heißt das traditionelle armenische Brot Lavasch und ist ein sehr dünnes Fladenbrot mit einer Breite von etwa 50 cm und einer Länge von etwa 1 Meter. Es wird in einem speziellen nach oben offenen Backofen, dem Tonir, gebacken. Hierzu wird der Teig von oben an die Innenwand des Ofens geklebt. Die Brote sehen nun aus wie Blasen an den Wänden des Ofens. Das Brot hält sich lange und wird bei Bedarf etwas angefeuchtet.